# Elisabeth van Anjou
Elisabeth van Anjou (Napels, 1261 - aldaar, 1303) was van 1272 tot 1290 koningin-gemalin van Hongarije. Ze behoorde tot het huis Anjou-Sicilië.

## Levensloop
Elisabeth was het jongste kind van koning Karel I van Napels uit diens eerste huwelijk met Beatrix van Provence, dochter van graaf Raymond Berengarius V van Provence. In 1270 huwde ze met Ladislaus IV (1262-1290), die in 1272 koning van Hongarije werd. Het huwelijk bleef kinderloos. 
Ladislaus, die via zijn moeder afstamde van de heidense Koemanen, probeerde tijdens zijn regering zo veel mogelijk Koemanen aan te moedigen zich in Hongarije te vestigen. Hij had veel sympathie voor de Koemaanse gewoonten, droeg Koemaanse kleden als hofkledij , omringde zichzelf met Koemaanse concubines en verwaarloosde en mishandelde Elisabeth. Om ongestoord met zijn Koemaanse maîtresse te kunnen leven, nam hij Elisabeth in 1286 gevangen en werd ze drie jaar opgesloten op Margaretha-eiland. In 1289 verzoende het echtpaar zich uiteindelijk.
In 1290 overleed Ladislaus IV, waarna hij als koning werd opgevolgd door zijn verre neef Andreas III. Elisabeth zelf keerde even terug naar Napels om zich dan terug in Hongarije te vestigen. In 1294 kreeg ze van koningin Fenena het privilege om de donaties van de kerken in Veszprém in te zamelen. In 1301 ging ze alweer naar Napels, waar ze als dominicanenzuster intrad in het Sint-Pietersklooster. In 1303 stierf ze er en werd ze in hetzelfde klooster bijgezet.